# Lloret de Mar

Dona Marinera

Lloret de Mar este o stațiune pe malul Mării Mediterane, în Costa Brava, provincia Girona, Catalonia, Spania. Are o populație de 34.997 locuitori (în 2007).
Lloret de Mar este un orașel de coasta, recunoscut ca o destinație turistică foarte frecventată internaționalmente. Este la 40 de km de Girona și la 70 de km de Barcelona.
În timpul sezonului estival, numărul turiștilor aflati în statiune creste, deseori, până la 200,000 de persoane. În Lloret de Mar există foarte multe hoteluri, baruri, discoteci și cazinouri.

## Locuri de interes
În imediata apropiere se află Castelul Sant Joan, construit in anul 1001 cu scopuri defensive. Simbolul orașului, insă, este o statuie din bronz, numita "Dona Marinera", lucrată in 1966 de câtre Ernest Maragall. Statuia aceasta are o mare semnificație pentru locuitori, care povestesc legenda sa: 
Locuitori din Lloret de Mar tradiționalmente erau pescari. Bărbații care erau marinari plecau cu barca ca să prindă pește.
Marinarii erau plecați multe luni, și soțiile lor nu primeau vești de la ei. Mulți marinari mureau în mare, alții se întorceau. Nevestele lor, in fiecare zi se duceau să se uite la orizont ca să vadă dăca vreo barca se intorcea.
În onoarea la aceste femei, a fost făcută statuia aceasta, ce întruchipează o nevasta de pescar, care se uită spre mare, spre orizont.